# Роменський краєзнавчий музей
Роменський краєзнавчий музей — районний краєзнавчий музей у місті Ромни Сумської області; значне цінне зібрання матеріалів з природи, історії та культури міста і Посулля (збірка нараховує близько 40 тисяч експонатів, 10 тисяч фоліантів); культурний осередок регіону.
Роменський краєзнавчий музей є одним із найбагатших історико-краєзнавчих музеїв країни.

## Загальні дані
Роменський краєзнавчий музей міститься в 2 історичних будівлях, пристосованих під музей, і розташований за адресою:
вул. Миколаївська, буд. 10, м. Ромни—42000 (Сумська область, Україна).
Будинки музею є місцевими пам'ятками архітектури та містобудування XIX століття.
Заклад працює від 08:00 до 17:00 щоденно, крім вихідних — суботи і понеділка.
Директор музею — Панченко Володимир Васильович.

## З історії закладу
Краєзнавчий музей у Ромнах було засновано 1919 року.
28 листопада 1920 року було відкрито першу музейну експозицію для відвідувачів.
Фундаторами Роменського краєзнавчого музею є відомий скульптор і кінорежисер І. П. Кавалерідзе, мистецтвознавець, археолог, професор М. О. Макаренко, краєзнавець, перший директор музею М. М. Семенчик.
Від 2007 року Роменський краєзнавчий музей увійшов до складу Державного історико-культурного заповідника «Посулля».
Нині (2000-ні) музей у Ромнах є значним науково-просвітницьким осередком міста та регіону, на базі якого відбувається чимало культурних заходів. Так, щороку в травні в музеї проводиться літературно-мистецький конкурс «Юні таланти Роменщини», фундатором та меценатом якого є уродженець міста Ромен Зеленський Валерій Андрійович.

## Фонди та експозиція
Основний фонд Роменського краєзнавчого музею нараховує 41 356 музейних предметів, що знайомлять із природою, етнографією, історичним минулим та мистецьким надбанням Посульського краю.

Експозиція «Роменщина в роки Великої Вітчизняної війни».

Експозиція, присвячена Ромнам XVII—XVIII ст.ст.. На передньому плані — чумацький віз.

Структура музейного закладу включає такі відділи:
- відділ фондів музею;
- відділ історії Роменщини;
- художній відділ;
- відділ П. І. Калнишевського;
- відділ природи краю.

Сучасна експозиція складається з низки тематичних виставок, що постійно змінюються, та відкритого показу фондів. До виставок постійної експозиції, зокрема, належать:
- «Духовні обереги краю»;
- «Роменці — герої Чорнобиля»;
- «Історичний вибір народу»;
- «Життя в ім'я науки»;
- «Віхи історії Роменщини»;
- «Роменщина в роки Великої Вітчизняної війни»;
- діорама «Тваринний світ Роменщини».

Роменський краєзнавчий музей має одне з найбагатших фондових зібрань в області, а окремі його експонати — пам'ятки скіфської доби і слов'янські старожитності, знамените Євангеліє Петра Калнишевського, «Роменська Мадонна» Григорія Стеценка, стародруки XVII—XVIII століть, торбан Тараса Шевченка, Литовський статут 1588 року (оригінал) є об'єктами культурної спадщини національного значення.
У музейному зібранні значне місце посідає археологічна колекція; край давніх козацьких традицій репрезентують цінні рукописи, монети, пістолі, зібрання козацьких люльок тощо. Творчий підхід роменських музейників до формування експозиції надає рідкісні можливості в одній залі відчути атмосферу знаменитої торговиці — Іллінського ярмарку, що вирував у Ромні у XVIII — на початку XIX століття, поступаючись за масштабами в Російській імперії лише Нижньогородському, і який відвідували Тарас Шевченко, актор Михайло Щепкін, кобзар Остап Вересай, композитор Михайло Глинка тощо, а в іншій залі пізнати дух роменського дворянства, розглядаючи типову обстанову інтер'єра дворянської садиби. Справжньою гордістю Роменського краєзначого музею є багата етнографічна колекція — вишиванки, рушники та інший одяг, предмети побуту і ремесел, в тому числі і знаряддя праці.
У мистецькому відділі музею можна ознайомитися як з традиційним, так і професійним — давнім і сучасним образотворчим і декоратично-ужитковим мистецтвом майстрів Роменщини.

## Виноски
1. ↑  Роменський краєзнавчий музей[недоступне посилання] на www.tour.sumy.ua («Сумщина туристична») [Архівовано 2010-03-12 у Wayback Machine.]
2. ↑  Про музей у розділі «Гуманітарна сфера» [Архівовано 25 лютого 2008 у Wayback Machine.] на Офіційний сайт Роменського виконавчого комітету [Архівовано 27 вересня 2011 у Wayback Machine.]